# 亚历山大·亚历山德罗维奇·波格丹诺夫

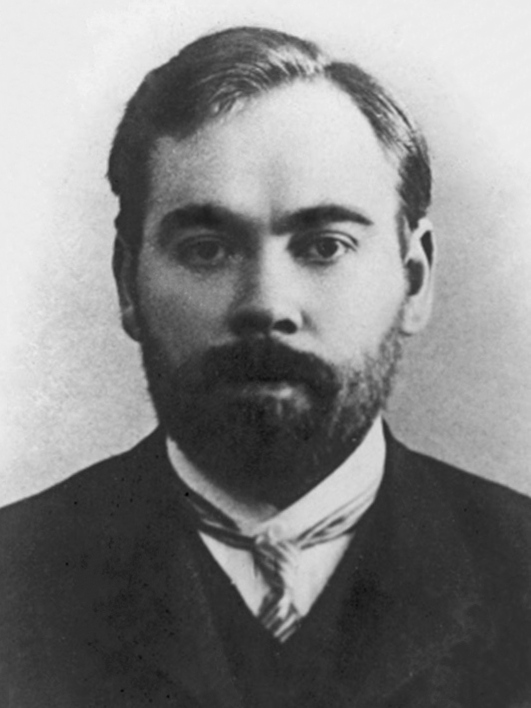
亚历山大·波格丹诺夫

亚历山大·亚历山德罗维奇·波格丹诺夫（羅馬化：Aleksandr Aleksandrovich Bogdanov；1873年8月22日—1928年4月7日），俄國和蘇聯内科医生、哲学家、科幻小说作家，革命家。
波格丹诺夫是俄罗斯社会民主工党中布尔什维克一派早期的关键人物，在1909年被排挤出布尔什维克之前与列宁都是该派的创建者。1905年，当选俄罗斯社会民主工党中央委员，参与编辑《前进报》，持马赫主义观点（《经验一元论哲学论文》，1904年—1906年）；列宁写了《唯物主义和经验批判主义》严厉批判这种思想。1907年底，流亡欧洲。1908年，成为召回派领袖。1909年，被开除出党。1909年12月，组织前进派。1911年，退出政治活动。1917年俄国革命期间，参与组建无产阶级文化协会。1928年，死于输血实验。